# Жан II (герцог Алансона)
Жан II Добрый (фр. Jean II d'Alençon; 2 марта 1409, Аржантан — 8 сентября 1476, Париж) — герцог Алансонский и граф дю Перш с 1415, сын герцога Жана I Мудрого и Марии Бретонской, известный военачальник, один из командиров французской армии в Столетней войне. Имел прозвище «Прекрасный герцог».

## Биография
Жан наследовал своему отцу как герцог Алансона и граф дю Перш после гибели отца в битве при Азенкуре (1415 год). Бежал с матерью под защиту дофина Шарля, будущего Карла VII Победителя. С 1420 года - лейтенант-генерал герцогства Алансон, с 1423 года - член королевского совета Франции.
В юности участвовал в сражении при Вернёе (17 августа 1424 года) и был взят в плен английским рыцарем сэром Джоном Фастолфом. Содержался в заключении до 1429 года, был отпущен за огромный выкуп (200 000 золотых экю), который сделал его почти нищим. Он продал свои земли Англии и герцогу Бретонскому.
Вскоре после освобождения Жан принимал участие в сражениях на Луаре вместе с Жанной д’Арк. Он встретился с ней в Шиноне. Жанна приняла его радостно и тепло. Он стал самым верным её сторонником из всех принцев крови. В 1429 году участвовал в Битве при Жаржо и осаде Парижа, был одним из командующих войсками, освобождавшими Орлеан. Не участвовал в сражениях лично согласно рыцарскому кодексу чести, так как всё ещё выплачивал свой выкуп. Командовал французской армией во время Луарской кампании, выиграл несколько сражений с англичанами в этом регионе. Присутствовал в качестве одного из 6 светских пэров на коронации Карла VII в Реймсе, состоявшейся 17 июля. В конце года он оставил армию короля и с большим отрядом тяжеловооружённых всадников отправился воевать с англичанами в Мэне, Анжу и Нормандии.
Жан Алансонский был крайне недоволен Аррасским соглашением, поскольку надеялся поправить свои дела за счёт раздела Бургундии. Он считал, что король недостаточно отблагодарил его за его труды. С этого момента он перестал поддерживать короля Карла VII и присоединился к феодальному восстанию 1439—1440, известному как Прагерия. После разгрома восставших он, однако, был прощён, как и многие знатные участники восстания.
В 1440 году был посвящён герцогом Бургундии Филиппом Добрым в Сен-Омере в рыцари ордена Золотого Руна. В 1449 году герцог Алансонский Жан II Добрый участвовал во вторжении в Нормандию. В том же году он вновь выдвинул претензии на герцогство Алансонское. Испытывая серьёзные финансовые затруднения и не чувствуя доверия со стороны короля Франции, стал вести тайные переговоры с англичанами, просить у них помощи. Некогда блестящий воин стал вести неосторожные речи, направленные против Карла, предаваться разврату, пить и заниматься магией.
В 1456 году участвовал в оправдательном процессе по делу Жанны д’Арк, но вскоре был арестован и заточён в крепость Эг-Морт. Судом пэров в Вандоме 10 октября 1458 года он был обвинён в оскорблении величества и приговорён к смерти, но приговор был пересмотрен, и Жана заточили в тюрьму в городе Лош. В 1461 году, после смерти короля, он был освобождён своим крестником Людовиком XI и восстановлен в своих правах и титулах, но затем отправлен в тюрьму повторно за отказ подчиниться требованию короля о передаче короне нескольких замков в Алансоне. Заточен в замке Рошекорбон, Лош, затем в Луврской тюрьме. Его снова судили и приговорили к смерти судом пэров 18 июля 1474 года, после чего его владения были конфискованы. Однако приговор так и не был приведён в исполнение: Жан умер в заключении в Лувре в 1476 году. После его смерти его владения отошли французской короне.

## Семья и дети
Жан Алансонский был дважды женат. В 1423 году в замке Блуа первым браком женился на Жанне Орлеанской (13 сентября 1409 — 19 мая 1432), дочери Шарля де Валуа [1394—1465), герцога Орлеанского (1407—1465), и Изабеллы де Валуа (1389—1409). Брак был бездетным.
30 апреля 1437 года вторично женился на Марии Арманьяк (1420 — 25 июля 1473), старшей дочери Жана IV Арманьяка (1396—1450), графа д’Арманьяка (1418—1450), и Изабеллы д’Эвре-Наваррской (1395—1450). Дети:
- Екатерина Алансонская (1452—1505), жена с 1461 года Ги XV де Монфор-Лаваля (ум. 1500), графа де Лаваля
- Рене Алансонский (1454—1492) — герцог Алансонский и граф де Перш (1478—1492)

Также имел четырёх внебрачных детей.